# Спенс, Якоб (1656—1721)
Якоб Спенс (швед. Jakob Spens; 1656 — 8 января 1721, Стокгольм) — шведский военачальник, сподвижник Карла XII, президент Берг-коллегии.
Родился в семье майора Акселя Спенса и Софии Рюттер.
С 1676 году Спенс служил подполковником в адельсфане. В 1680 году он был назначен подполковником Лейбрегимента, а в 1693 стал полковником Кавалергардского полка. В 1698 году его произвели в генерал-майоры от кавалерии, в этом звании он участвовал в первых кампаниях Карла XII. В ходе боевых действий он отлично проявил себя, и уже в 1701 году ему присвоили звание генерал-лейтенанта.
В 1701 году одержал победу над русскими войсками в сражении у Печоры. В 1702 году принял участие в сражении при Клишове, командовал второй линией правого фланга шведов, в 1703 году сражался при Пултуске. В 1704 году его произвели в полные генералы, но Спенс вскоре оставил военную службу и вернулся в Швецию.
В 1710 году назначен королевским советником и занял пост президента Берг-коллегии, двумя годами позже ему пожаловали титул графа.
Скончался 8 января 1721 года в Стокгольме. С 1680 года был женат на баронессе Беате Бунде, которая была дочерью государственного казначея Густава Бунде.